# Кадино село
 Тази статия е за прилепското село.  За скопското вижте Кадино.  За воденското вижте Кадиново.
Кадино село или Кадино (на македонска литературна норма: Кадино Село) е село в южната част на Северна Македония, община Прилеп.

## География
Селото е разположено в областта Пелагония.

## История
В XIX век Кадино село е чисто българско село в Прилепска кааза на Османската империя. Църквата „Света Богородица“ е от 1862 година. В „Етнография на вилаетите Адрианопол, Монастир и Салоника“, издадена в Константинопол в 1878 година и отразяваща статистиката на населението от 1873 година, Кадиново село (Kadinovo-Sélo) е посочено като село с 39 домакинства със 187 жители българи.
Според статистиката на Васил Кънчов („Македония. Етнография и статистика“) от 1900 година Кадино село има 340 жители, всички българи християни.
На Етнографската карта на Битолския вилает на Картографския институт в София от 1901 година Кадино е чисто българско село в Прилепската каза на Битолския санджак с 35 къщи.
В началото на XX век българското население на селото е под върховенството на Българската екзархия. По данни на секретаря на екзархията Димитър Мишев („La Macédoine et sa Population Chrétienne“) през 1905 година в Кадино село има 264 българи екзархисти и работи българско училище.
След анексията на Босна от Австро-Унгария в 1908 година в селото са заселени 150 бошняшки и пет български семейства.
Според преброяването от 2002 година селото има 269 жители, всички северномакедонци.

## Личности
Родени в Кадино село
- Георги (? - 1913), български свещеник, убит в Прилеп от сърби[9]
- Илия Савев Тръпков (1878 - след 1943), български революционер, деец на ВМОРО

Починали в Кадино село
- Арсо Цветков (1879 – 1902), български революционер
- Методи Патчев (1875 – 1902), български революционер